# 伊勢志摩 (女優)
伊勢 志摩（いせ しま、1969年8月9日 - ）は、日本の女優。大人計画所属。『猿ヲ放ツ』以降、大人計画の作品に参加。

## 主な出演

### テレビドラマ
- 世にも奇妙な物語 「シガレット・ボム!」（1991年11月28日、フジテレビ）
- 演歌なアイツは夜ごと不条理な夢を見る（1992年、日本テレビ）
- Age,35 恋しくて（1996年、フジテレビ）
- 君が人生の時（1997年、TBS）
- 元旦特別企画・松本清張原作「天城越え」（1998年1月1日、TBS）
- 恋ノチカラ（2002年、フジテレビ）
- 社長をだせ! 実録・クレーマーとの死闘を制した女（2005年3月24日、読売テレビ）
- 死ぬかと思った Case08 「出ない女」（2007年5月26日、日本テレビ）
- ツレがうつになりまして。 （2009年、NHK） - スーパーツツミの先輩パート店員 役
- 奇跡の動物園2010〜旭山動物園物語〜（2010年2月12日、フジテレビ）
- 連続テレビ小説 あまちゃん（2013年、NHK） - 花巻珠子 役
- リーガルハイ 第7話（2013年11月20日、フジテレビ） - 大石佳苗 役
- デザイナー 渋井直人の休日 第8話（2019年3月8日、テレビ東京） - 居酒屋「檸檬」女将 役
- スローな武士にしてくれ〜京都 撮影所ラプソディー〜（2019年3月23日、NHK BSプレミアム） - 塩見五月 役
- 特捜9season2 第8話（2019年6月5日、テレビ朝日） - 梶田亜美 役
  - 特捜9 final season 第9話（2025年6月4日） - 田中敦子 役[3]
- 時効警察はじめました（2019年、テレビ朝日） - 神沼絹枝 役
- アンサング・シンデレラ 病院薬剤師の処方箋 最終話（2020年9月24日、フジテレビ） - 木下佳純 役
- 松尾スズキと30分の女優（2021年3月、WOWOWプライム）
  - 松尾スズキと30分の女優2（2022年3月）
- 阿佐ヶ谷姉妹ののほほんふたり暮らし（2021年11月8日 - 12月20日、NHK総合） - 弥生 役
- BSプレミアムドラマ 拾われた男 Lost Man Found（2022年6月26日 - 8月28日、NHK BSプレミアム・ディズニープラス） - 相楽 役[4]
- リバーサルオーケストラ 第2話・第9話（2023年1月18日・3月8日、日本テレビ） - 庄司恵子 役
- きのう何食べた? シーズン2 第4話（2023年10月28日、テレビ東京） - 秋山（美容室の客）役
- 下剋上球児 第5話・第6話（2023年11月12日・19日、TBS） - 榊原 役
- 連続テレビ小説 虎に翼（2024年、NHK） - 立花幸恵 役
- 日本一の最低男 ※私の家族はニセモノだった 第5話（2025年2月6日、フジテレビ） - 林千鶴子 役[5]
- シリーズ・横溝正史短編集Ⅳ「金田一耕助、悔やむ」（NHK BSプレミアム4K、NHK BS）　『悪魔の降誕祭』（2025年4月24日） - 浜田とよ子
- 塀の中の美容室（2025年8月22日〈予定〉 - 、WOWOW） - 曽根 役[6]

### 配信ドラマ
- コートダジュールN゜10 第8話「スナック蟻ヶ崎」（2017年12月12日、Hulu） - 母親 役[7]
- ヒヤマケンタロウの妊娠（2022年4月21日、Netflix）[8]
- 季節のない街（2023年8月9日、Disney+） - 服部 役
- 『I am…』23歳たち「マスタッシュガール」（2024年1月26日配信、FOD / 2月26日〈予定〉、フジテレビ）[9][10][11]
- 匿名の恋人たち（2025年10月16日配信予定、Netflix）[12]

### テレビバラエティ
- モテケン（テレビ東京、2007年 - 2008年、テレビ東京）[13]
- 劇場の灯を消すな！Bunkamuraシアターコクーン編 松尾スズキプレゼンツ アクリル演劇祭（2020年7月5日、WOWOWライブ）

### 映画
- 恋する幼虫 - 少年時代のフミオ 役
- 笑の大学（2004年） - 戯作者 役
- ユメ十夜『第六夜』（2007年）
- クワイエットルームにようこそ（2007年） - 白井医師（声の出演） 役
- 全然大丈夫（2008年） - 照男の姉・智子 役
- たみおのしあわせ（2008年）
- 紙の月（2014年） - 今井 役
- ピラメキ子役恋ものがたり〜子役に憧れるすべての親子のために〜（2015年） - 亀井明子 役
- ジヌよさらば〜かむろば村へ〜（2015年） - 佐藤トキ 役
- ウェディング・ハイ（2022年） - 日下部郁美 役
- ハウ（2022年） - シスター・ヘレナ 役[14]
- 1秒先の彼（2023年） - 小沢 役

### 舞台
- 『悪人会議「ふくすけ」』（1991年、1998年） - ヒロミ役
- 『遊園地再生事業団「ヒネミ」』
- 『阿佐ヶ谷スパイダース「みつばち」』
- 『悪魔の唄』
- 『月影十番勝負SASORIX「約yakusoku束」』[2]
- 『七年ぶりの恋人』（ウーマンリブvol.13）（2015年）
- 『世界は笑う』（2022年）[15]
- 『クランク・イン！』（2022年）[16]
- 『ふくすけ 2024 -歌舞伎町黙示録-』（2024年） - ヒロミ役[17]
- 『主婦 米田時江の免疫力がアップするコント6本』（2024年）[18]
- 『Wife is miracle〜世界で一番アツい嫁』（2025年）[19]
- 『狂人なおもて往生をとぐ 〜昔、僕達は愛した〜』（2025年公演予定） - はな 役[20]

### ラジオ
- 月曜ACTION (TBSラジオ)  映画紹介力向上プロジェクトに準レギュラーとして出演。2020年3月30日に腎盂炎で休養した宮藤官九郎に変わってパーソナリティを担当。その後、宮藤が新型コロナウイルスに罹患したことで代打パーソナリティーを引き続き担当した。